# Macromiidae
Die Macromiidae sind eine Familie der Libellen in der Überfamilie Libelluloidea der Großlibellen. Traditionell wurden sie als Unterfamilie Macromiinae in die Familie Corduliidae mit einbezogen, diese Einstufung findet sich noch in vielen älteren Werken. Es hat sich aber durch neuere morphologische und genetische Studien herausgestellt, dass es sich um eine eigenständige Familie handelt. Die Macromiidae umfassen vier Gattungen, sie sind beinahe weltweit verbreitet, fehlen aber in der Neotropis. Fast alle Arten leben als Larven in Fließgewässern.

## Merkmale

### Imagines
Die Arten der Macromiidae sind große bis sehr große Falkenlibellen mit grün gefärbten Komplexaugen und auffallend langen Beinen. Die Komplexaugen berühren sich entweder in einem Punkt oder sind in einer längeren, gemeinsamen Kante aneinanderstoßend. Die Libellen sind in der Grundfärbung schwarz oder dunkel braun gefärbt, vielfach mit grünmetallischem Schimmer oder grün metallglänzend, eingelagert ist eine, mehr oder weniger ausgedehnte, helle bis gelbe Zeichnung, darunter meist ein gelber diagonaler Streifen auf den Seiten des Rumpfabschnitts. Die Flügel sind glasklar hyalin ohne Zeichnung.
Zur Unterscheidung von anderen Gattungen der Falkenlibellen sind Merkmale des Flügelgeäders wichtig. Das Flügeldreieck und auch das basal davon liegende Subdreieck bestehen jeweils aus einer ungeteilten Zelle, ohne Queradern. Es sind im Hinterflügel (zwischen dem Flügeldreieck und der Flügelbasis) drei cubitale Queradern vorhanden. Im Hinterflügel sind die Zellen der sogenannten Analschleife quadratisch begrenzt, eine eigentliche Analschleife ist dadurch nicht erkennbar. Die Zahl der antenodalen Queradern (am proximalen Vorderrand der Vorderflügel) ist immer hoch. Ausnahme: Epophthalmia besitzt eine typische, abgerundete Analschleife.

### Larven
Die Larven besitzen die typische Grundgestalt der Falkenlibellen, sie sind etwas abgeflacht mit relativ kurzem und breitem, an den Seiten gerundetem Hinterleib. Ihr Kopf ist relativ klein, er trägt am Hinterhaupt, nahe der posterolateralen Ecken, jeweils einen vorspringenden Tuberkel. Am Vorderkopf tragen viele Arten ein pyramidales, nach oben gebogenes Horn. Die Komplexaugen sitzen auf der Oberseite. Die kellenförmige, nach vorn markant verbreiterte Fangmaske ist auf dem Prämentum in zwei Reihen und an den grob gezähnten Fanghaken beborstet. Die Beine sind auffallend langgestreckt. Der Hinterleib trägt in der Rückenmitte und an beiden Seiten je eine Reihe kleiner Dornen, lateral mindestens am achten und neunten Segment, dorsal meist vom zweiten bis neunten Segment. Die Flügelscheiden sind parallel.

## Phylogenie, Taxonomie, Systematik
Traditionell wurde, der Klassifikation von Frederic Charles Fraser 1957 folgend, die Gruppe als Unterfamilie Macromiinae in die Corduliidae mit einbezogen. Bei genetischen Untersuchungen ergab sich aber eine eigenständige Position der Macromiidae, weshalb sich die Klassifikation als eigene Familie durchgesetzt hat. Schwestergruppe wären demnach die Corduliidae und Libellulidae zusammengenommen. Ein Synonym ist Epophthalmiinae Tillyard & Fraser (manchmal auch als Epophtalmiinae geschrieben). Neben den Ergebnissen der phylogenomischen Untersuchungen gibt es auch morphologische Autapomorphien, die eine Zusammengehörigkeit der Gruppe unterstützen.

### Gattungen
Die Familie umfasst vier Gattungen mit etwa 125 Arten.
- Didymops Rambur, 1842. Zwei Arten. Nordamerika (eine seltene Art nur in Florida)
- Epophthalmia Burmeister, 1839. Sechs Arten. Südostasien (Angaben auch für Australien sind irrtümlich). Eine Art vorübergehend in Gewächshäuser in Europa eingeschleppt.[12]
- Macromia Rambur, 1842. 81 Arten. Ostasien, Nord-Australien (hier zwei Arten) und Nordamerika (hier sieben Arten). In der Westpaläarktis zwei, in Europa eine Art, Macromia splendens (Pictet, 1843) (Europäischer Flussherrscher[13])
- Phyllomacromia Selys, 1878. 36 Arten. Afrika (eine Art auf der Insel Madagaskar).[14] Galt bis 1997 als synonym zu Macromia.[9]